# Paullinia brenesii
Paullinia brenesii là một loài thực vật có hoa trong họ Bồ hòn. Loài này được Croat mô tả khoa học đầu tiên năm 1976.